# بيرت إدواردز (سياسي)
بيرت إدواردز (بالإنجليزية: Albert Augustine Edwards)‏ هو مدير الفندق وسياسي أسترالي وبريطاني (وحمل سابقاً جنسية المملكة المتحدة لبريطانيا العظمى وأيرلندا)، ولد في 6 نوفمبر 1887 في أديلايد في أستراليا، وتوفي في 24 أغسطس 1963 في جنوب أستراليا في أستراليا. حزبياً، نشط في حزب العمال الأسترالي (فرع جنوب أستراليا) ‏. وقد انتخب عضو مجلس النواب جنوب أستراليا من الجمعية عن دائرة Electoral district of Adelaide ‏ وقد انضم خلال فترته النيابية (12 مايو 1917 – 23 يونيو 1931) للكتلة البرلمانية حزب العمال الأسترالي (فرع جنوب أستراليا) ‏.